# Canto de pueblos andinos (Inti-Illimani 3)
Canto de pueblos andinos (Inti-Illimani 3), también llamado simplemente como Canto de pueblos andinos, es el undécimo álbum de estudio de la banda chilena Inti-Illimani. Fue lanzado originalmente en 1975 por el sello italiano Dischi dello Zodiaco, para posteriormente ser reeditado por otros sellos discográficos europeos.
Este es el tercer álbum de estudio grabado y publicado por la banda en Italia, luego de su exilio en dicho país producto del Golpe de Estado en Chile de 1973.

## Lista de canciones[4][2]
| N.º   | Título                             | Escritor(es)          | Duración |  |
| 1.    | «Huajra» (o Danza del maíz maduro) | Atahualpa Yupanqui    | 3:49     |  |
| 2.    | «Tema de la quebrada de Humahuaca» | popular argentina     | 3:00     |  |
| 3.    | «Dolencias»                        | Luis Alberto Valencia | 3:10     |  |
| 4.    | «Lamento del Indio» (o Los arados) | Marco Vinicio Bedoya  | 2:17     |  |
| 5.    | «Taita Salasaca»                   | Benjamín Aguilera     | 2:15     |  |
| 6.    | «La mariposa»                      | Gumercindo Licidio    | 2:11     |  |
| 7.    | «El tinku»                         | popular boliviana     | 3:28     |  |
| 8.    | «Amores hallarás»                  | Víctor M. Salgado     | 2:01     |  |
| 9.    | «Papel de plata»                   | popular argentina     | 2:45     |  |
| 10.   | «Flor de Sancayo»                  | popular peruana       | 2:33     |  |
| 11.   | «Mis llamitas»                     | Ernesto Cavour        | 2:48     |  |
| 12.   | «Sikuriadas»                       | popular boliviana     | 3:11     |  |
| 33:30 |                                    |                       |          |  |

## Créditos
Inti-Illimani
- Max Berrú
- José Miguel Camus
- Jorge Coulón
- Horacio Durán
- Horacio Salinas
- José Seves

Otros
- Olavarría-García: diseño de cubierta (primera edición)